# Беликов, Степан Фёдорович
Степан Фёдорович Беликов — советский хозяйственный деятель.

## Биография
Родился в 1913 году в селе Журавлёвка Викторовской волости. Член КПСС.
Окончил Благовещенское городское промышленное училище, Благовещенский горно-промышленный техникум.
В 1937—1939 гг. — техник Успенской гидравлики, в 1940—1941 гг. — заведующий гидравликами группы механизации, старший техник-проектировщик проектного отдела треста «Лензолото»
В 1941—1947 гг. — технический руководитель, начальник драги номер 1 Нижне-Бодайбинского прииска, начальник Успенской гидравлики.
В 1947—1953 гг. — начальник драги номер 61, в 1953—1954 гг. — начальник дражного флота, в 1954—1955 гг. — начальник Дальне-Тайгинского приискового управления.
В 1955—1964 гг. — директор прииска «Дражный».
В 1964—1965 гг. — начальник Бодайбинского СМУ-3 треста «Драгстроймонтаж».
В 1965—1984 гг. — директор прииска «Дражный» треста «Лензолото».
За внедрение комплексов экскаватор-драга был в составе коллектива удостоен Государственной премии СССР 1986 года закрытым Постановлением Совета Министров и ЦК КПСС.
Умер после 1986 года в Бодайбо.

## Награды
- Орден Ленина (1954)
- Орден Октябрьской Революции (1971)
- Орден Трудового Красного Знамени